# .ee

Biểu độ truy cập của miền .ee

.ee là tên miền Internet cấp quốc gia (CcTLD) của Cộng hòa Estonia do EENet quản lý